# Submarine Bells
Submarine Bells è il secondo album in studio long playing del gruppo The Chills, pubblicato nel 1990 in Nuova Zelanda dalla Flying Nun Records e negli Stati Uniti d'America, Europa, Giappone, Europa e Regno Unito dalla Slash Records. Tutti i brani sono stati scritti da Martin Phillipps.
Fu il primo album che ebbe una distribuzione internazionale grazie al contratto firmato con la Slash Records, etichetta della Warner Bros.. L'album raggiunse la prima posizione nelle classifiche degli album della Nuova Zelanda e venne trasmesso in maniera significativa dalle radio universitarie americane.  Viene considerato uno degli album che definirono il Dunedin sound. Fu premiato come miglior album del 1990 ai New Zealand Music Awards, e il brano "Heavenly Pop Hit" vinse come singolo dell'anno e raggiunse la seconda posizione in classifica.

## Tracce
1. "Heavenly Pop Hit"
2. "Tied Up in Chain"
3. "The Oncoming Day"
4. "Part Past Part Fiction"
5. "Singing in My Sleep"
6. "I Soar"
7. "Dead Web"
8. "Familiarity Breeds Contempt"
9. "Don't Be – Memory"
10. "Effloresce and Deliquesce"
11. "Sweet Times"
12. "Submarine Bells"

## Musicisti
- Justin Harwood: basso, cori
- James Stephenson: batteria
- Andrew Todd: tastiere, cori
- Martin Phillipps: vice, chitarra